# Tirreno-Adriatico 1994
Tirreno-Adriatico 1994 est la 29e édition de la course cycliste par étapes italienne Tirreno-Adriatico. L’épreuve se déroule entre le 9 et le 16 mars 1994, sur un parcours de 1 315,0 km.
Le vainqueur de la course est l’Italien Giorgio Furlan (Gewiss-Ballan).

## Classements des étapes
| Étape | Date    | Villes étapes                   | km    | Vainqueur d’étape | Leader du classement général |
| ----- | ------- | ------------------------------- | ----- | ----------------- | ---------------------------- |
| 1     | 9 mars  | Nettuno - Anzio                 | 99,8  | Adriano Baffi     | Adriano Baffi                |
| 2     | 10 mars | Santa Marinella - Manciano      | 186,5 | Giorgio Furlan    | Giorgio Furlan               |
| 3     | 11 mars | Capalbio - Cecina               | 198,7 | Mario Manzoni     | Giorgio Furlan               |
| 4     | 12 mars | Marina di Cecina - Cecina       | 180,0 | Jesper Skibby     | Giorgio Furlan               |
| 5     | 13 mars | Bolgheri - Castiglion           | 191,0 | Stefano Zanini    | Giorgio Furlan               |
| 6     | 14 mars | Assisi - Montemonaco            | 137,0 | Giorgio Furlan    | Giorgio Furlan               |
| 7     | 15 mars | Montegranaro - Monte Urano      | 167,0 | Giorgio Furlan    | Giorgio Furlan               |
| 8     | 16 mars | S.B del Tronto - S.B del Tronto | 155,0 | Roberto Pagnin    | Giorgio Furlan               |

## Classement général
|    | Cycliste             | Pays     | Équipe                  | Temps            |
| -- | -------------------- | -------- | ----------------------- | ---------------- |
| 1  | Giorgio Furlan       | Italie   | Gewiss-Ballan           | 34 h 52 min 20 s |
| 2  | Evgueni Berzin       | Russie   | Gewiss-Ballan           | + 47 s           |
| 3  | Stefano Colagè       | Italie   | ZG Mobili               | + 53 s           |
| 4  | Alberto Elli         | Italie   | GB-MG Maglificio        | + 1 min 07 s     |
| 5  | Francesco Casagrande | Italie   | Mercatone Uno-Medeghini | + 1 min 10 s     |
| 6  | Rolf Sørensen        | Danemark | GB-MG Maglificio        | + 1 min 21 s     |
| 7  | Claudio Chiappucci   | Italie   | Carrera                 | + 1 min 22 s     |
| 8  | Rodolfo Massi        | Italie   | Amore & Vita            | + 1 min 22 s     |
| 9  | Stefano Della Santa  | Italie   | Mapei-Clas              | + 1 min 23 s     |
| 10 | Stefano Zanini       | Italie   | Navigare-Blue Storm     | + 1 min 24 s     |